# モレネ市場駅
モレネ市場駅（モレネシジャンえき）は、大韓民国仁川広域市南洞区九月洞にある仁川都市鉄道2号線の駅である。

## 駅構造
相対式ホーム2面2線の地下駅である。

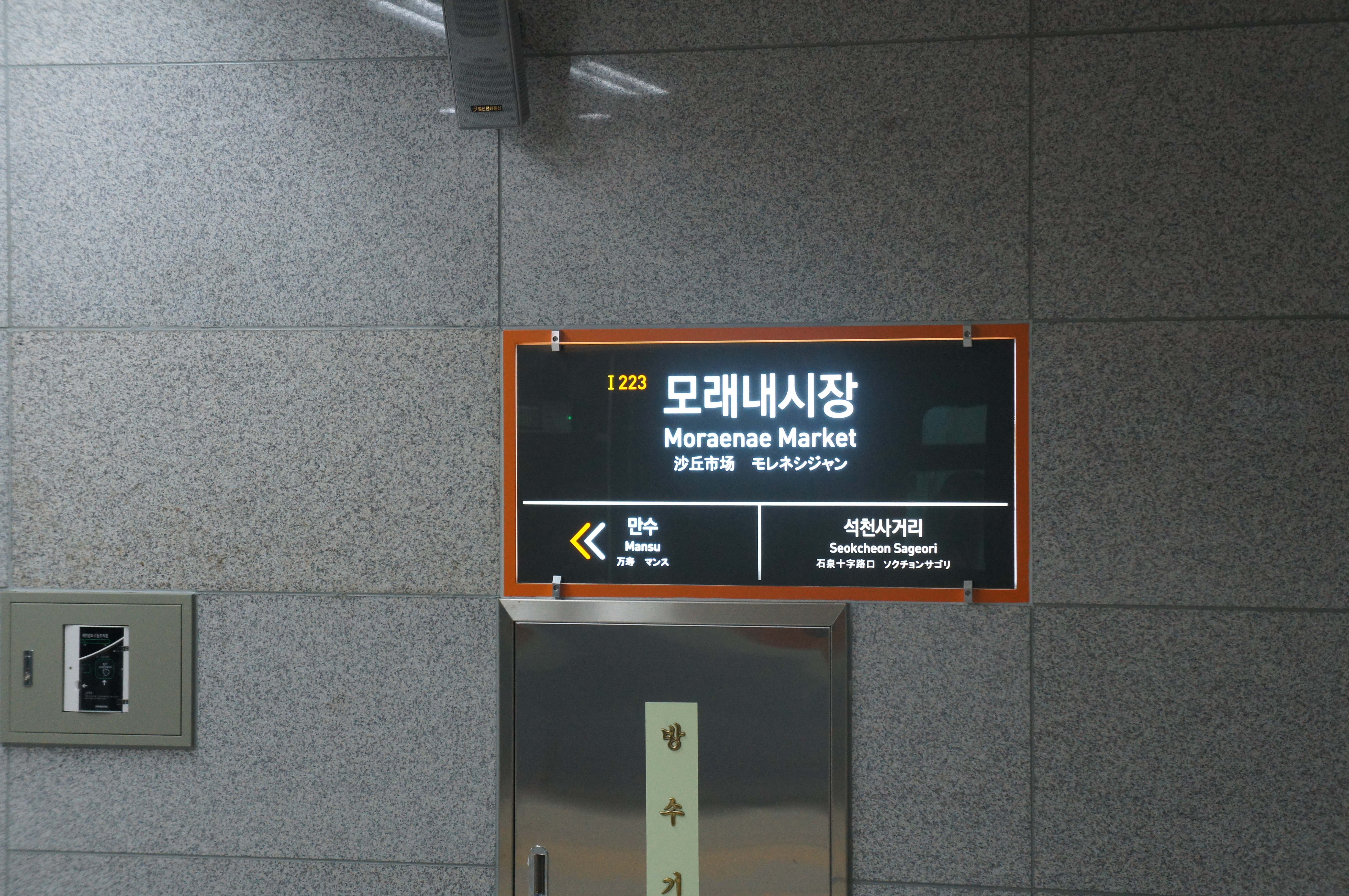
駅名標

### のりば
| 上り | ●仁川2号線 | 仁川市庁・朱安・黔岩・黔丹梧柳方面 |
| 下り | ●仁川2号線 | 雲宴方面                           |

## 駅周辺
- モレネ市場
- 九月近隣公園
- 仁川正閣初等学校
- 仁川正閣中学校
- 万寿3洞住民センター
- 仁洞初等学校
- 仁川九月初等学校

## 歴史
- 2015年10月5日 - モレネ市場駅に駅名確定[1]
- 2016年7月30日 - 仁川交通公社2号線開通と同時に営業開始[2]

## 隣の駅
仁川交通公社
●仁川都市鉄道2号線
石泉サゴリ駅 (I222) - モレネ市場駅 (I223) - 万寿駅 (I224)